# Embia dissimilis
Embia dissimilis is een insectensoort uit de familie Embiidae, die tot de orde webspinners (Embioptera) behoort. De soort komt voor in Kameroen.
Embia dissimilis is voor het eerst wetenschappelijk beschreven door Rimsky-Korsakov in 1924.